# Frank Pesce
Frank Pesce (8 de dezembro de 1946 - 6 de fevereiro de 2022) foi um ator americano de cinema e televisão.
Nascido na cidade de Nova York, Pesce era filho de dois pais ítalo-americanos da classe trabalhadora.
Pesce começou sua carreira no cinema como figurante em O Poderoso Chefão Parte II, e conseguiu seu primeiro papel creditado em 1976, em um episódio da série de televisão Police Story. Ele estrelou um grande número de séries de TV conhecidas, incluindo Knight Rider, Kojak e Matlock, e foi um ator ocupado em filmes, notavelmente aparecendo em Rocky, Top Gun, Beverly Hills Cop e Flashdance. Ele escreveu o roteiro do filme 29th Street, baseado em suas próprias experiências autobiográficas. Ele fez sua última aparição em 2015, em Creed.
Um sobrevivente do câncer, Pesce morreu de complicações de demência em 6 de fevereiro de 2022, aos 75 anos.